# Hyalorbilia brevistipitata
Hyalorbilia brevistipitata är en svampart som beskrevs av B. Liu, Xing Z. Liu & W.Y. Zhuang 2005. Hyalorbilia brevistipitata ingår i släktet Hyalorbilia och familjen vaxskålar.   Inga underarter finns listade i Catalogue of Life.